# 멜라렌호

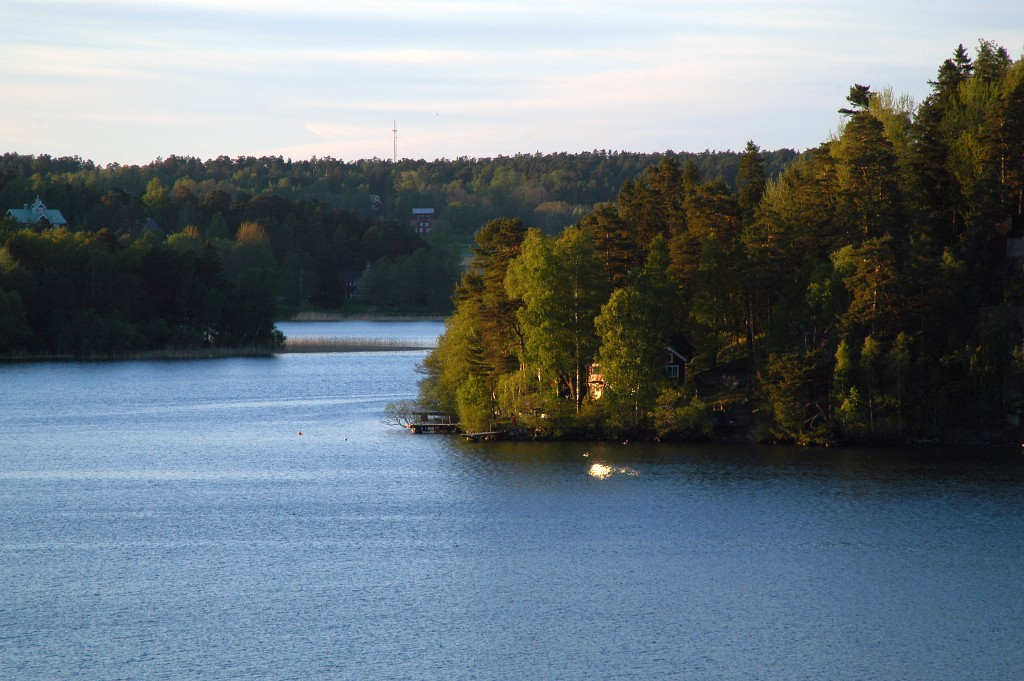
멜라렌 호

멜라렌 호(스웨덴어: Mälaren)는 스웨덴의 호수로 면적은 1,140km2, 평균 수심은 13m, 최대 수심은 64m이다. 베네른호, 베테른호에 이어 스웨덴에서 3번째로 큰 호수이며 스웨덴의 수도인 스톡홀름을 흐른다.